# 佐野元哉
佐野 元哉（さの もとや、1969年6月7日 - ）は、日本の俳優である。

## 来歴・人物
兵庫県川西市出身。新島学園高等学校卒業 同志社大学経済学部卒。身長177cm、体重65kg。
所属事務所は『大判社』
大学ではアメリカンフットボール部に所属
私立恵比寿中学の冠番組『エビ中＋＋』ではカフェの店長役「佐野店長」として準レギュラーで出演していた。
『上毛新聞』にて紹介されたことがある。

## 主な出演

### テレビ

#### NHK
- 最後の忠臣蔵 第3話（2004年） - 池辺大三郎
- セカンドバージン 第7・8話（2010年） - 記者
- デザイナーベイビー 第2・4・5・6・7・8話（2015年） - 捜査員（準レギュラー）
- 鼠、江戸を疾る2 第7回（2016年） - 光雨の父
- 定年女子 第3話（2017年7月23日） - 面接官
- 決戦！鳥羽伏見の戦い 日本の未来を決めた7日間（2017年12月30日） - 幕府兵 役
- 鳴門秘帖　第8話　（2018年6月8日） - 代官所役人役
- 歪んだ波紋　第2話　（2019年11月11日） - 東都銀行常務 小牧定晴 役
- 連続テレビ小説 エール 第97話　（2020年10月） - 中村 役

#### 日本テレビ
- 火曜サスペンス劇場
  - 身辺警護12（2003年） - 佐野刑事
  - 監察医・室生亜季子35（2004年11月9日） - 松園
- ロッキード事件〜その真実とは〜（2003年） - 警官 役
- 落ちた偶像〜光クラブ事件（2006年） - 取調官 役
- 演歌の女王 第4話（2007年） - 貢ぐ客
- 地獄少女 第10話（2007年） - 救急隊員
- ヒガンバナ〜警視庁捜査七課〜（2016年） - 捜査員・矢野（レギュラー）
- 増山超能力師事務所 第1話（2017年1月5日） - 担当教師
- ザ！世界仰天ニュース　豊田商事事件　（2022年8月16日）-財務部長役
- はれのひシンデレラ SPドラマ　（2023年2月24日）-お見合い仲人

#### テレビ朝日
- サラリーマン金太郎（1999年） - 舎弟
- ニュースキャスター霞涼子（1999年） - ボディガード
- 相棒
  - season1 11話・12話（2002年） - 緊急対策特命係隊員
  - season16  第2話（2017年10月25日） - 羽鳥功郎
- 時空警察ヴェッカーD-02（2002年） - 時空犯罪者
- はみだし刑事情熱系 PART7 第8話（2003年2月26日） - 爆発物処理班
- ぼくらはみんな生きている（2003年） - 呼び込み
- 富豪刑事デラックス 第9話（2006年6月16日） - 久保田啓介
- モップガール 第3話（2007年） - 警備員
- 4姉妹探偵団（2008年） - 中山刑事 役（レギュラー）
- 臨場 第一章　第5話（2009年5月13日） - 杉野浩二
- 交渉人〜THE NEGOTIATOR〜 第1話（2009年） - 広報担当官
- アンタッチャブル〜事件記者・鳴海遼子〜 第2話（2009年） - 医師
- 土曜ワイド劇場 東京駅お忘れ物預かり所4（2010年7月3日） - タクシー運転手
- 慰謝料弁護士〜あなたの涙、お金に変えましょう〜 第8話（2014年） - 松浦
- 家裁調査官・山ノ坊晃（2016年） - 警視庁武蔵野中央警察署刑事課・班長　町田
- おとり捜査官・北見志穂 20（2017年7月6日） - 新宿西警察署・署員
- 未解決の女 警視庁文書捜査官 第1話（2018年4月18日） - 宮下恭一
- dele ディーリー　第4話　（2018年8月17日） - テレビ局員・鎌田の取り巻き
- ハケン占い師アタル（2019年1月期） - シンシアイベンツ中野専務役　レギュラー
- 相棒season22第13話 「恋文」（2024年1月24日）-清水久志 （画廊のオーナー）

#### TBS
- 月曜ミステリー劇場 冤罪IV（2003年6月30日） - 刑事 役
- JIN-仁- 第2話（2009年） - 浪人 役
- 月曜ゴールデン 財務捜査官 雨宮瑠璃子6（2011年2月14日） - 執行官・前嶋 役
- 運命の人 第5 - 9話（2012年） - 山谷弁護士役（準レギュラー）
- 女医・早乙女美砂ガラスの階段（2013年2月4日） - 森崎雄三 役
- ぴんとこな 第1話（2013年7月18日） - 役者 役

#### テレビ東京
- ザ・決断スペシャル 九州南西海域工作船事件（2007年） - 第十管区職員 役
- 経済ドキュメンタリードラマ ルビコンの決断（2009年11月12日） - TOTO社員
- 玉川区役所 OF THE DEAD（2014年）第1話 - 税務課上司
- 水曜ミステリー9 最強の法廷 裁判官桜子と10人の評決（2015年） - 弁護士
- 太鼓持ちの達人〜正しい××のほめ方〜（2015年）第1話 - 褒められる課長
- 怪奇恋愛作戦（2015年） - 第1話：会社員 / 第5話：面影の客 / 第11・12話：旅館従業員
- 初森ベマーズ（2015年） 第2話 - パブ常連客
- ラストチャンス　再生請負人　（2018年）第3話 - 役員役
- つまり好きって言いたいんだけど、 （2021年）第3話 - 副校長役
- 嫌われ監察官 音無一六 season1 第1話（2022年5月6日） - 20年前の刑事部長役

#### フジテレビ
- ワンダフルライフ 第8話（2004年） - 大会運営委員
- 海猿 UMIZARU EVOLUTION（2005年7月5日 - 9月13日） - 些乃機関士主任（レギュラー）
- アンフェア（2006年1月10日 - 3月21日） - 捜査員四係主任・警部補（レギュラー）
- 明日の光をつかめ 2013夏（2013年7月1日 - 8月30日） - 医師（準レギュラー）
- Oh,My Dad!! 第1話（2013年7月11日） - 記者
- 三億円事件45年目の新証言!最後の告白者（2013年12月） - 銀行員 役
- ビター・ブラッド 第1話（2014年） - 司会 役
- 聖母・聖美物語 第14話（2014年） - 愛美を取り調べる刑事 役
- 怪生伝 KESHOUDEN　第三章「鈴鳴編」（2014年）

#### BSフジ
- エビ中++ 第15回、第59回、第60回、第89回、第102回 - 準レギュラー：佐野店長役 / 面接官 役

#### BSジャパン
- この世で俺/僕だけ - 刑事

#### WOWOW
- 撃つ薔薇（2002年） - 傭兵
- 連続ドラマW トクソウ 第4話 - 参考人
- TOKYO VICE Season2- 明調新聞社用車のドライバー（S2第4話・最終話）

#### 地方局10局による共同制作
- びったれ!!! - 弁護士

ケーブルテレビ
- ストーリー ストリートッ!  第10話（2018年） - 山岡崇
- あしかがまちドラマ「音が回る」　第1話（2019年）  - 田村義雄役

### 映画
- BROTHER（2001年　北野武監督） - 山本組組員 役
- 荒ぶる魂たち（2002年　三池崇史監督） - 室井組組員 役
- GUN CRAZY Episode2 裏切りの挽歌（2002年、室賀厚監督） - 元木 役
- 突入せよ! あさま山荘事件（2002年　原田眞人監督） - 警察官 役
- 日はまた昇る（2002年　佐々部清監督） - 消防員 役
- T.R.Y.（2003年　大森一樹監督） - 陸軍官僚 役
- デビルマン（2004年　那須博之監督） - デーモン特捜隊 役
- HEAT -灼熱-（2004年　横井健司監督） - 村雨の部下 役
- BLACK KISS（2004年　手塚眞監督） - 捜査員 役
- まだまだあぶない刑事（2005年　鳥井邦男監督） - SP 役
- 極道の妻たち 情炎（2005年　橋下一監督） - 河本組組員 役
- メールで届いた物語（2005年　鳥井邦男監督） - その筋の男 役
- 渋谷物語（2005年　梶間俊一監督） - 安藤組組員 役
- I am 日本人（2006年　月野木隆監督） - 使用人 役
- 龍が如く劇場版（2007年　三池崇史監督） -  錦山組員 役
- フリージア（2007年　熊切嘉和監督） - 担当官 役
- Dear Friends（2007年　両沢和幸監督） - カナエの父 役
- アンフェア the movie（2007年　小林義則監督） - 捜査一課刑事 役
- 恋するマドリ（2007年　大九明子監督） - 舞台監督 役
- TheEARS（2007年、中村拓監督　レインダンス映画祭） - 佐川秘書 役
- Baby's Breath ママになろうよ（2008年、金丸雄一監督） - 直美の夫 役
- 「超」怖い話　平山夢明の眼球遊園 「ラムズスクワット」（清水匡監督） - 工藤係長 役
- グラス☆ホッパー（2013年　藤橋誠監督） - 宮尾秀俊 役
- 漂泊（2013年　藤橋誠監督　高崎映画祭特別上映） - 岡本 役
- 劇場版 カードファイト!! ヴァンガード 3つのゲーム（2014年9月　元木隆史監督） - 刑事 役
- スイッチバック!!（2014年11月　藤橋誠監督） - 大川眞一 役
- サンゴーヨン★サッカー（2015年2月　藤橋誠監督　ヨコハマフットボール映画祭） - 宮尾秀俊 役
- この世で俺/僕だけ（2015年1月　月川翔監督） - 刑事 役
- グリモン DREAM OF FLYNG CAR（2015年7月　藤橋誠監督） - 高山尚道 役
- Mr.マックスマン（2015年　増田哲英監督） - SP 役
- 天空の蜂（2015年） - 日本海原発運転員当直長 役
- テラフォーマーズ（2016年　三池崇史監督） - 政府要人 役
- 64-ロクヨン 後編（2016年　瀬々敬久監督） - 目崎家自宅班 役
- だCOLOR? THE脱獄サバイバル（2016年　金子傑監督　沖縄国際映画祭）
- クラッチヒッターみなみ（2017年　藤橋誠監督） - 　勝山真治 役
- 祭りにおやすみ（2017年　崔得龍監督） - 新井勉 役
- 冷たい太陽（2017年　伊藤秀隆監督、ながおか映画祭2017） - 鈴木明 役
- 祭のあと、記憶のさき　（2018年4月　藤橋誠監督） - 高松雅一 役
- さらば青春、されど青春。　（2018年5月　赤羽博監督） - 南理沙の父 役
- 終わった人　（2018年6月　中田秀夫監督） - たちばな銀行本店役員役
- ライズ&シャトル（2020年　藤橋誠監督） - 小日向和真役
- 拝啓、永田町　（2021年　上田ひろかず監督） - 本田政信役
- 唐人街探偵 東京MISSION （2021年 中国映画 チェン•スーチェン監督 ） - 裁判官役
- ニ十歳に還りたい。（2023年 赤羽博監督）- 顧問役
- かごのない鳥　（2023年　上田ひろかず監督）- 吉岡勝役

### オリジナルビデオ
- サラリーマンパチンカー銀太郎（新里猛作監督） - 大内プロデューサー 役
- 実録・暴走族 ルート20（近藤英総監督） - 渡部竜二 役
- 修羅の血（望月六郎監督） - 極新会組員 役
- 実録・安藤組外伝餓狼の掟（梶間俊一監督）
- 広域暴力団対捜査四課（早川喜貴監督）
- スペクター（岡部淳也監督） - 警備員 役
- 荒らぶる獅子外伝（辻裕之監督） - ボディガード 役
- 鉄 KUROGANE（辻裕之監督） - 野木 役
- 修羅のみち 北九州烈死篇（小沢啓一監督） - 医者ヒットマン 役
- 修羅の血涙（高瀬将嗣監督） - 山田 役
- 新宿暴力街 華火（岡田主監督）
- 実録・不退の松葉 完結編（辻裕之監督） - 月島組員 役
- 修羅のみち　四国最終戦争（金沢克次監督） - 石間英人 役
- 喰いしん坊!3・4〜大喰い敵対篇〜（松生秀二監督） - 大森幸男 役
- ネオン蝶 第二幕（サトウトシキ監督） - クラブの客 役

### 短編映画
- 北風 - 役場係員 役
- 明日、また、会える - 喫茶店長 役
- 転生女優（ダイナマイト・ボンバーギャル監督 2023年 茅ヶ崎映画祭）- 神木雄輝役
- 劇場版 いぐざんぷーる！ いみていしょん   （2025年）

### 舞台
- ミュージカル「エーおせんにキャラメル」（内子座）
- ミュージカル「エーおせんにキャラメル」（熊本 鶴屋百貨店 鶴屋ホール）
- ミュージカル「エーおせんにキャラメル」 （九州電力 電気ホール）
- ミュージカル「エーおせんにキャラメル2」（アステールプラザ）
- ミュージカル「エーおせんにキャラメル3」（東京芸術劇場中ホール）
- 舞台版「仁義なき戦い」（Zepp 東京）
- 「コオロギからの手紙」（WoodyTheatre）

### CM
- 壱（1995年）
- エヌ・ティ・ティ・ドコモ関西 - ナレーション
- JRA（2004年）
- 第一三共ヘルスケア リゲイン（2006年）
- ユーキャン
- 長野電鉄
- 任天堂 漢検DS（2006年）
- グリコ乳業朝食りんごヨーグルト（2007年）
- WOWOW　企業イメージ木村拓哉（2007年）
- ほっともっと 「あっさり弁当シリーズ」篇（2008年）
- ロッテ ACUO 「テレビ会議」篇（2011年）
- 日本興亜損保 「自動車保険は日本興亜」篇（2011年）
- ラウンドワン 「バイト」篇（2012年）
- 1stホールディングス
- 鳥取CM 面接編〜鳥取の魅力ですか?〜
- JCNスマートテレビ（2013年）
- Experience SHINGEN〜為せば成る〜甲府市

### 企業広告
- 三菱電機～あしたへテクテク～
- ネスレ BOOST
- AGC旭硝子

### 声の出演
- エヌ・ティ・ティ・ドコモ関西 - CMナレーション
- トヨタプレゼンツ 秋元康のドラマティックドライブ〜いつも誰かと〜（ラジオドラマ）
- NHKハートストーリーズ 第2話（NHKラジオドラマ） - 主人公 岬健太 役
- beポンキッキーズ「ロンゴマックス 論語MAX」 - 暴食王アペタイトの声[4]（アニメ声優）

### バラエティなど
- ロンブー龍
- あの娘に会いたい!
- ココリコ黄金伝説。
- たけしの誰でもピカソ＃52 ＃68 バトラー
- 神出鬼没!タケシムケン
- 奇跡体験!アンビリバボー あいりん替え玉殺人 - 刑事役

### 朗読
- 朗読倶楽部 鍵穴　浅田次郎特集「めぐりあい」（2016年9月）